# Crystal Reports
Crystal Reports est un progiciel d’informatique décisionnelle qui permet de générer une grande variété de rapports à partir de données informatiques.

## Fonctionnalités

### Paramétrage de rapports
Crystal Reports permet de créer les connexions aux données sources et la génération de présentations graphiques à des fins de reporting.

### Données sources supportées
Parmi les données d’entrées accessibles : 
- Bases de données telles que Sybase, SAP HANA (en), IBM Db2, Microsoft Access, Microsoft SQL Server, MySQL, InterBase, SQLite et Oracle
- Btrieve
- Classeurs Microsoft Excel
- Fichiers texte
- Fichiers HTML XML
- Fichiers Lotus Notes, Microsoft Exchange et Novell GroupWise
- SAP : BW, etc.
- Toutes données accessibles par des liens ODBC, JDBC ou OLAP.